# 銀三鬚鱈
銀三鬚鱈，為輻鰭魚綱鱈形目江鱈科的其中一種，分布於北大西洋區，包括加拿大、冰島、格陵蘭、挪威、英國、愛爾蘭、丹麥、法羅群島等海域，棲息深度150-2260公尺，體長可達35公分，棲息在沙石底質海域，屬肉食性，以魚類、甲殼類、端足類等為食，可作為食用魚。

## 擴展閱讀
維基物種上的相關：銀三鬚鱈